# Chloé Georges
Chloé Georges, née le 1er octobre 1980 à Chamonix-Mont-Blanc, est une skieuse acrobatique française, spécialisée en skicross. Elle mesure 1,64 m et évolue au club de Courchevel. Elle participe aux Jeux olympiques d'hiver de 2010 où elle se classe 28e en qualification de skicross.

## Biographie
Vainqueure de deux épreuves de coupe d'Europe en 2009, à Bormio puis dans la Sierra Nevada, elle participe aux Jeux olympiques d'hiver de 2010, terminant quatrième de sa course en huitièmes de finale ce qui l'empêche de disputer le tour suivant.